# Volksbank Niederrhein
Die Volksbank Niederrhein eG ist eine in Deutschland eingetragene Genossenschaftsbank und hat ihren Hauptsitz in 46519 Alpen. Als Genossenschaftsbank ist die Volksbank Niederrhein eG rechtlich und wirtschaftlich selbständig. Sie gehört dem Bundesverband der Deutschen Volksbanken und Raiffeisenbanken (BVR) und dessen Sicherungseinrichtung an.

## Allgemeines
Geschäftsstellen der Volksbank Niederrhein eG findet man in der Region Niederrhein (Region) im Bundesland Nordrhein-Westfalen.
Das Geschäftsgebiet erstreckt sich über den unteren Niederrhein im Nordwesten von Nordrhein-Westfalen mit dem Hauptsitz in Alpen, mit größeren Geschäftsstellen in Kamp-Lintfort, Moers, Rheinberg, Sonsbeck und Xanten, sowie kleineren Geschäftsstellen in Asberg (Moers), Baerl (Duisburg), Budberg (Rheinberg), Büderich (Wesel), Kapellen (Moers), Menzelen (Alpen), Repelen (Moers), Rumeln-Kaldenhausen (Duisburg), Hochheide (Duisburg), Traar (Krefeld) sowie in Neukirchen und Vluyn.
Darüber hinaus stehen drei SB-Terminals im Ortsteil Veen in Alpen, im Ortsteil Borth in Rheinberg sowie in Moers-Hülsdonk zur Verfügung.

## Geschichte
34 Bürger der Gemeinde Sonsbeck gründeten am 30. März 1884 den Sonsbeck-Labbecker Darlehenskassenverein.
Die Genossenschaftsidee von Friedrich Wilhelm Raiffeisen und Hermann Schulze-Delitzsch ging in den folgenden Jahren auch in anderen niederrheinischen Gemeinden auf. Engagierte Bürger in den Nachbarorten riefen weitere Genossenschaften ins Leben, die allesamt Vorgängerinstitute der Volksbank Niederrhein darstellen. So wurden Genossenschaften in Alpen, Birten (jetzt Ortsteil von Xanten), Bönninghardt (Ortsteil von Alpen) und Budberg (jetzt Rheinberg), in Büderich, Ginderich (jetzt beide Ortsteil von Wesel), Hoerstgen (jetzt zu Kamp-Lintfort) und Rumeln-Kaldenhausen (Duisburg), in Kamp-Lintfort, Kapellen, Menzelen und Moers, in Neukirchen, Ossenberg (jetzt Ortsteil von Rheinberg), Repelen, Veen, Vluyn und Xanten gegründet.
Die Moerser Mühlengesellschaft (Sitz an der Mühlenstraße) ging am 11. Dezember 1952 in den Landwirtschaftlichen Waren- und Darlehensverein Neukirchen-Hülsdonk auf. Am 16. April 1970 fusionierte man mit Vluyn zur Raiffeisen-Spar und Kreditbank Neukirchen Vluyn. Am 25. Juni 1991 erfolgte schließlich die Fusion mit Moers zur VR Volks- und Raiffeisenbank eG mit Sitz in Moers. 
Die Spar- und Kreditbank Vluyn vereinigte sich am 27. Juli 1948 mit der schon im Februar 1828 gegründeten Vluyner Mühlengesellschaft, die bereits 1893 Genossenschaft wurde.
Die Fusion der VR Bank Moers mit der Volksbank Niederrhein eG erfolgte schließlich im Jahr 2003.
Einige Tochtergesellschaften gingen aus der Volksbank Niederrhein hervor bzw. wurden durch diese gegründet, beispielsweise die Volksbank Immobilien Niederrhein GmbH, der Raiffeisen-Markt Sonsbeck, der Raiffeisen-Markt Niep sowie die Bürgergenossenschaften Alpen-Sonne eG und Bürger-Solar-Rheinberg eG, die auf öffentlichen Dächern Photovoltaikanlagen errichten und betreiben.